# 繊
繊（せん）は、10-7（1000万分の1）であることを示す漢字文化圏における数の単位である。微の1/10、沙の10倍に当たる。国際単位系では0.1マイクロまたは100ナノに相当する。
北宋のものと言われる謝察微の『算経』に小数の名として見え、その後の算術書にも記されてはいるが、現実に使われることはほとんどない。
なお、繊という字には、「しなやか」「糸筋」「たおやか」などの意味があるほか、一字で繊維を指すこともある。
『暦象考成』などの西洋の時法や1周360度の概念の伝来以降の中国・日本の古文献では、時間・角度の「秒」の60分の1に相当する単位（英語のthirdに相当）に「微」を割り当て、その更に60分の1に相当する単位（英語のfourthに相当）に「繊」を割り当てたこともあった。